# Confluences Méditerranée

Confluences Méditerranée est une revue créée en 1991 qui traite de questions culturelles et politiques liées aux pays du bassin méditerranéen. Ses rédacteurs viennent des mondes universitaire, journalistique et diplomatique.
La revue est publiée trimestriellement par les Éditions L'Harmattan sous forme de numéros de 150 à 200 pages présentant des dossiers traitant de sujets d'actualité rédigés par des spécialistes du domaine,. L'équipe de rédaction regroupe près de quarante personnes. Son directeur de rédaction est Jean-Paul Chagnollaud et on trouve des personnalités comme Élie Barnavi, Alain Gresh, Théo Klein, ou Gilbert Meynier dans son comité scientifique.